# Вітенберг Ісаакій Миколайович
Ісаакій Миколайович Вітенберг — перський дипломат, підприємець, громадський діяч кінця XIX — початку ХХ ст., меценат. Консул Персії в Києві (1918).

## Життєпис
Народився на Чернігівщині в сім'ї землевласника Миколи Вітенберга, який володів Узруєво-Іванівським лісопильним заводом на хуторі Іванівський, Новгород-Сіверського повіту.
Був консулом Персії в Києві, де його секретарем працював Джаліл Садихов. Був одним із підписантів протесту проти реквізиції продовольчою управою Київської міської думи пекарень, які належали іноземцям. Разом із консулами Периклом Гріпарі та Стеліо Василіаді безпосередньо звертався до секретаря міжнаціональних справ Олександра Шульгіна в листопаді 1917 року, де запевняв, що за умови вчасного надання Київською міською управою борошна та палива, перські піддані забезпечать безперебійну роботу хлібопекарень та вчасну доставку хліба мешканцям Києва. Брав участь у зверненні консулів до Генерального секретарства міжнародних справ з проханням про дозвіл мати вогнепальну зброю. «Право держания при себе револьвера», у зв'язку з систематичною загрозою для життя і майна на початку січня 1918 р.